# Приз имени Адольфа Раппа
Приз имени Адольфа Раппа (англ. Adolph F. Rupp Trophy) — ежегодная награда, вручавшаяся лучшему баскетболисту I дивизиона NCAA. Она считалась одной из самых престижных наград в студенческом баскетболе. Победитель выбирается независимой экспертной группой, состоящей из спортивных журналистов, спортивных функционеров и тренеров. Награда была учреждена и впервые вручена Биллу Уолтону из Калифорнийского университета в Лос-Анджелесе в сезоне 1971/72 годов, а вручалась она в месте проведения Финала четырёх первого дивизиона NCAA.
Управляла этим призом Commonwealth Athletic Club of Kentucky — некоммерческая организация, целью которой является чтить наследие тренера Кентуккийского университета Адольфа Раппа.
Кевин Дюрант, получивший эту награду в 2007 году, стал первым первогодкой, получавшим этот приз. Джонн Уолл в 2010 году и Энтони Дэвис в 2012 году повторили это достижение. Всего два игрока, Билл Уолтон и Ральф Сэмпсон, получали этот трофей по три раза, а Джей Джей Редик удостаивался приза два раза. Чаще других победителями в этой номинации становились игроки университета Дьюка (6 раз), Калифорнийского университета в Лос-Анджелесе (4 раза), Виргинского университета, университета Северной Каролины в Чапел-Хилл и Индианского университета в Блумингтоне (по 3 раза). Последним обладателем этой премии является Фрэнк Камински из Висконсинского университета в Мадисоне.

## Легенда
| Игрок (X) | Количество титулов |

## Победители
| Сезон   | Игрок               | Университет                                | Позиция                             | Год обучения |
| ------- | ------------------- | ------------------------------------------ | ----------------------------------- | ------------ |
| 1971/72 | Билл Уолтон         | УКЛА                                       | Центровой                           | второй       |
| 1972/73 | Билл Уолтон (2)     | УКЛА                                       | Центровой                           | третий       |
| 1973/74 | Билл Уолтон (3)     | УКЛА                                       | Центровой                           | четвёртый    |
| 1974/75 | Дэвид Томпсон       | Университет штата Северная Каролина        | Атакующий защитник / Лёгкий форвард | четвёртый    |
| 1975/76 | Скотт Мэй           | Индианский университет в Блумингтоне       | Форвард                             | четвёртый    |
| 1976/77 | Маркес Джонсон      | УКЛА                                       | Защитник / Форвард                  | четвёртый    |
| 1977/78 | Бутч Ли             | Университет Маркетта                       | Разыгрывающий защитник              | четвёртый    |
| 1978/79 | Ларри Бёрд          | Университет штата Индиана                  | Лёгкий форвард                      | четвёртый    |
| 1979/80 | Марк Агирре         | Университет Де Поля                        | Лёгкий форвард                      | второй       |
| 1980/81 | Ральф Сэмпсон       | Виргинский университет                     | Центровой                           | второй       |
| 1981/82 | Ральф Сэмпсон (2)   | Виргинский университет                     | Центровой                           | третий       |
| 1982/83 | Ральф Сэмпсон (3)   | Виргинский университет                     | Центровой                           | четвёртый    |
| 1983/84 | Майкл Джордан       | Университет Северной Каролины в Чапел-Хилл | Атакующий защитник                  | третий       |
| 1984/85 | Патрик Юинг         | Джорджтаунский университет                 | Центровой                           | четвёртый    |
| 1985/86 | Уолтер Берри        | Университет Сент-Джонс                     | Тяжёлый форвард                     | четвёртый    |
| 1986/87 | Дэвид Робинсон      | Военно-морская академия США                | Центровой                           | четвёртый    |
| 1987/88 | Херси Хокинс        | Университет Брэдли                         | Атакующий защитник                  | четвёртый    |
| 1988/89 | Шон Эллиот          | Аризонский университет                     | Лёгкий форвард                      | четвёртый    |
| 1989/90 | Лайонел Симмонс     | Университет Ла Селле                       | Лёгкий форвард                      | четвёртый    |
| 1990/91 | Шакил О’Нил         | Университет штата Луизиана                 | Центровой                           | второй       |
| 1991/92 | Кристиан Леттнер    | Университет Дьюка                          | Форвард                             | четвёртый    |
| 1992/93 | Калберт Чини        | Индианский университет в Блумингтоне       | Лёгкий форвард                      | четвёртый    |
| 1993/94 | Гленн Робинсон      | Университет Пердью                         | Лёгкий форвард / Тяжёлый форвард    | второй       |
| 1994/95 | Джо Смит            | Мэрилендский университет в Колледж-Парке   | Центровой                           | второй       |
| 1995/96 | Маркус Кэмби        | Массачусетский университет                 | Центровой                           | третий       |
| 1996/97 | Тим Данкан          | Университет Уэйк-Форест                    | Центровой                           | четвёртый    |
| 1997/98 | Антуан Джеймисон    | Университет Северной Каролины в Чапел-Хилл | Лёгкий форвард                      | третий       |
| 1998/99 | Элтон Брэнд         | Университет Дьюка                          | Центровой                           | второй       |
| 1999/00 | Кеньон Мартин       | Университет Цинциннати                     | Тяжёлый форвард                     | четвёртый    |
| 2000/01 | Шейн Баттье         | Университет Дьюка                          | Лёгкий форвард / Атакующий защитник | четвёртый    |
| 2001/02 | Джей Уильямс        | Университет Дьюка                          | Разыгрывающий защитник              | третий       |
| 2002/03 | Дэвид Уэст          | Университет Ксавье                         | Тяжёлый форвард                     | четвёртый    |
| 2003/04 | Джамир Нельсон      | Университет Сент-Джозеф                    | Разыгрывающий защитник              | четвёртый    |
| 2004/05 | Джей Джей Редик     | Университет Дьюка                          | Атакующий защитник                  | третий       |
| 2005/06 | Джей Джей Редик (2) | Университет Дьюка                          | Атакующий защитник                  | четвёртый    |
| 2006/07 | Кевин Дюрант        | Техасский университет в Остине             | Лёгкий форвард                      | первый       |
| 2007/08 | Тайлер Хэнсбро      | Университет Северной Каролины в Чапел-Хилл | Тяжёлый форвард                     | третий       |
| 2008/09 | Блэйк Гриффин       | Оклахомский университет                    | Тяжёлый форвард                     | второй       |
| 2009/10 | Джон Уолл           | Кентуккийский университет                  | Разыгрывающий защитник              | первый       |
| 2010/11 | Джиммер Фредетт     | Университет Бригама Янга                   | Разыгрывающий защитник              | четвёртый    |
| 2011/12 | Дэвис Энтони        | Кентуккийский университет                  | Тяжёлый форвард                     | первый       |
| 2012/13 | Виктор Оладипо      | Индианский университет в Блумингтоне       | Защитник                            | Третий       |
| 2013/14 | Дуг Макдермотт      | Университет Крейтона                       | Лёгкий форвард / Тяжёлый форвард    | Четвёртый    |
| 2014/15 | Фрэнк Камински      | Висконсинский университет в Мадисоне       | Тяжёлый форвард                     | Четвёртый    |